# 353
Het jaar 353 is het 53e jaar in de 4e eeuw volgens de christelijke jaartelling.

## Gebeurtenissen

### Europa
- Slag bij Mons Seleucus: Keizer Constantius II verslaat de usurpator Magnentius. Hij vlucht naar Lugdunum (huidige Lyon) en wordt daar gevangengenomen. Constantius eist zijn uitlevering, maar Magnentius pleegt zelfmoord.
- Tweede concilie van Arles: Constantius II roept in Arles een concilie bijeen van Westelijke bisschoppen en veroordeelt Athanasius van Alexandrië voor ketterij.
- Hilarius wordt benoemd tot bisschop van Poitiers. Hij introduceert de oosterse theologie in het Westen en bestrijdt het arianisme.
- Paulinus van Trier, een fel aanhanger van Athanasius, wordt verbannen naar Frygië.

## Overleden
- 11 augustus - Magnentius, Romeins usurpator (tegenkeizer)
- 18 augustus - Magnus Decentius, caesar en broer van Magnentius